# Les Bouffons de la Confédération
Pour les articles homonymes, voir Bouffon (homonymie).
Les Bouffons de la Confédération est une émission de télévision satirique diffusée entre le 13 septembre 2009 et le 27 juin 2010 par les chaînes de télévision privées suisses Léman Bleu et La Télé, et présentée par les médias comme étant la version suisse des Guignols de l'info. Les rédacteurs de l'émission sont l'humoriste Thierry Meury et l'imitateur Yann Lambiel, qui fait également les voix des personnalités. Depuis décembre 2009 le comédien et auteur comique Gaspard Boesch a rejoint l'équipe de la rédaction en chef de l'émission.
Les réalisateurs sont Xavier Ruiz & Jean-Paul Cardinaux. La série est produite par Pierre Roger avec sa société LPR productions SA, à Genève, et par Xavier Ruiz, ce dernier est l'initiateur de cette série pour la version helvétique.
Il est possible de visionner Les Bouffons de la Confédération sur le site lesbouffons.ch et Le Grand Oral sur le site internet de La Télé.
L'émission est suspendue à la fin de sa deuxième saison, la production ne pouvant plus assurer le financement.

## Déroulement
Les épisodes ont lieu dans le Café de la Confédération tenu par la marionnette de Thierry Meury. Les personnages, tous des marionnettes, entrent et sortent du café durant l'épisode et discutent de l'actualité. À partir de la saison 2, les personnages regardent le JB (Journal des Bouffons), présenté par la marionnette de Darius Rochebin, sur un téléviseur à écran plat.

## Épisodes
Les épisodes durent environ 14 minutes et sont diffusés chaque dimanche à 20 heures sur La Télé et Léman Bleu.

### Saison 1
La première saison comprend 19 épisodes diffusés du 13 septembre 2009 au 7 février 2010 et un épisode spécial pour nouvel an.
| #  | Date de diffusion           | Titre                                                   | Remarques |
| -- | --------------------------- | ------------------------------------------------------- | --- |
| 01 | 13 septembre 2009           | Le Café de la Confédération                             | Premier épisode, personnages : Jean-Marc Richard, Thierry Meury, Pascal Couchepin, Daniel Brélaz, Micheline Calmy-Rey, Oskar Freysinger et Christian Constantin |
| 02 | 20 septembre 2009           | La nuit des longs couteaux                              | Première apparition de Christian Levrat |
| 03 | 27 septembre 2009           | Hypnose fédérale                                        | Première apparition de Doris Leuthard |
| 04 | 4 octobre 2009              | N'a pas de fumée sans feu                               | |
| 05 | 11 octobre 2009             | Carnaval                                                | Première apparition de Mouammar Kadhafi |
| 06 | 18 octobre 2009             | L'heure des comptes                                     | |
| 07 | 25 octobre 2009             | Couchepin fait un carton                                | |
| 08 | 1er novembre 2009           | Le pot de départ                                        | |
| 09 | 8 novembre 2009             | L'ennui/Pascalus retraitus                              | |
| 10 | 15 novembre 2009            | Les masques                                             | |
| 11 | 22 novembre 2009            | Mouammar, sport & religion                              | |
| 12 | 29 novembre 2009            | La sorcière des Grisons                                 | Première apparition d'Eveline Widmer-Schlumpf |
| 13 | 6 décembre 2009             | Federal minaret of interdiction                         | |
| 14 | 13 décembre 2009            | Confédérés vs. Sudistes                                 | |
| 15 | 20 décembre 2009            | Noël au Café, Pâques au Palais                          | Première apparition de Didier Burkhalter, les personnages fêtent Noël                                                                                           |
| S  | pas diffusé à la télévision | Les Bouffons de la Confédération spécial nouvel-an 2010 | Épisode spécial de nouvel an publié sur internet qui ne dure que 2 minutes et où les personnages expriment leurs vœux pour la nouvelle année                    |
| 16 | 17 janvier 2010             | Le scanner du Café                                      | |
| 17 | 24 janvier 2010             | L'esprit Haïti                                          | |
| 18 | 31 janvier 2010             | Eins, zwei, drei                                        | Apparition de Moritz Leuenberger en voix-off |
| 19 | 7 février 2010              | Listus Helveticus                                       | |

### Saison 2
La deuxième saison est diffusée à partir du 14 février 2010.
| #  | Date de diffusion | Titre                            | Remarques                                                             |
| -- | ----------------- | -------------------------------- | --------------------------------------------------------------------- |
| 01 | 14 février 2010   | Premier JB                       | Première apparition de Darius Rochebin, Apparition de Brigitte Bardot |
| 02 | 21 février 2010   | Joli Canari                      | Apparition d'Alain Delon en voix off                                  |
| 03 | 28 février 2010   | À droite toute !                 |                                                                       |
| 04 | 7 mars 2010       | Ca Stress                        | Première apparition de Stress                                         |
| 05 | 14 mars 2010      | Les énigmes du Père Couchepinas  |                                                                       |
| 06 | 21 mars 2010      | Sur un siège éjectable           |                                                                       |
| 07 | 28 mars 2010      | Tous copains                     |                                                                       |
| 08 | 11 avril 2010     | En direct live                   | Première apparition de Roger Federer                                  |
| 09 | 18 avril 2010     | Parti des Bouffons en Déshérence |                                                                       |
| 10 | 25 avril 2010     | Slow Down...                     | Première apparition de Jeanine Métral                                 |
| 09 | 2 mai 2010        | L'album Pananini                 |                                                                       |
| 10 | 9 mai 2010        | La fête des mères                |                                                                       |
| 11 | 16 mai 2010       | 6-0                              | Apparition en voix-off de Jean-Luc Bideau                             |
| 12 | 23 mai 2010       | Tout un cinéma...                | Apparition de Jean-Luc Godard (marionnette de Pascal Couchepin)       |
| 13 | 30 mai 2010       | Le Forum des Glands              | Apparition de Christoph Blocher en voix-off                           |
| 12 | 6 juin 2010       | Plus fort que l'€uro             | Première apparition de Michel Pont                                    |
| 13 | 13 juin 2010      | Les vieux                        | Première apparition de Christophe Darbellay                           |
| 14 | 20 juin 2010      | Le Mondial                       |                                                                       |
| 15 | 27 juin 2010      | Bonnes vacances !                |                                                                       |

## Marionnettes
La réalisation d'une marionnette dure environ deux mois et demi et coûte près de 10 000 francs suisses. La première étape, effectuée par une société allemande, est de confectionner la tête de la personnalité en terre glaise sur la base de photos. Une série de corrections est ensuite faite sur cette tête pour finalement fabriquer la même tête en latex à ajouter sur la marionnette. La société de production (LPR productions) Max Bühler, pour LPR s'occupe des perruques, des vêtements et des autres accessoires.
Deux personnes sont nécessaires pour animer les marionnettes : la première glisse une main dans la tête pour actionner la bouche, il utilise sa deuxième main pour appuyer sur une télécommande afin de contrôler les yeux, et la deuxième personne glisse ses bras dans ceux de la marionnette pour les animer.
Il y a en tout 15 marionnettes.

## Liste des Bouffons
Voici la liste des personnalités « bouffonnisées », dans leur ordre d'apparition :
- Jean-Marc Richard
- Thierry Meury
- Pascal Couchepin
- Daniel Brélaz
- Micheline Calmy-Rey
- Oskar Freysinger
- Christian Constantin
- Christian Levrat
- Doris Leuthard
- Mouammar Kadhafi
- Eveline Widmer-Schlumpf
- Didier Burkhalter
- Darius Rochebin
- Stress
- Roger Federer

## Audience
L'émission est suivie en moyenne par environ 10 000 téléspectateurs au total sur les deux chaînes qui la diffusent (La Télé et Léman Bleu).

## Arrêt de l'émission
En août 2010, le producteur annonce à l'ATS que l'émission ne sera pas reconduite à la rentrée suivante, en raison d'un manque de financement. La série aurait dû reprendre fin 2010 après une recherche de sponsors.